# Asplenium horridum
Asplenium horridum är en svartbräkenväxtart som beskrevs av Georg Friedrich Kaulfuss. Asplenium horridum ingår i släktet Asplenium och familjen Aspleniaceae.

## Underarter
Arten delas in i följande underarter:
- A. h. feani
- A. h. glabratum
- A. h. humile
- A. h. marquesensis
- A. h. rapense